# Toby Huss
Toby Huss (Marshalltown, Iowa, 9 de diciembre de 1966) es un actor estadounidense. Sus roles más importantes incluyen Artie, el hombre más fuerte del mundo en Las aventuras de Pete & Pete, la voz de Cotton Hill y Kahn Souphanousinphone en King of the Hill  y Stumpy en Carnivàle.

## Filmografía

### Cine
| Año  | Título                                              | Personaje                              | Notas         |
| ---- | --------------------------------------------------- | -------------------------------------- | ------------- |
| 1984 | The Adventures of Roo                               | Pat Schliesman                         | Cortometraje  |
| 1989 | Zadar! Cow From Hell                                | Clerk                                  |               |
| 1994 | Hand Gun                                            | Ted                                    |               |
| 1995 | The Basketball Diaries                              | Kenny                                  |               |
| 1996 | Dogs: The Rise and Fall of an All-Girl Bookie Joint | Sammy Cybernowski                      |               |
| 1996 | Down Periscope                                      | Nitro                                  |               |
| 1996 | Beavis and Butt-Head Do America                     | Personajes variados (voz)              |               |
| 1996 | Dear God                                            | Doubting Thomas Minister               |               |
| 1996 | Jerry Maguire                                       | Steve Remo                             |               |
| 1997 | Vegas Vacation                                      | Vendedor de carnés de identidad falsos | Sin acreditar |
| 1998 | Still Breathing                                     | Cameron                                |               |
| 1998 | Shock Television                                    | Donut Shop Patron                      |               |
| 1999 | The Wetonkawa Flash                                 |                                        |               |
| 1999 | The Mod Squad                                       | Red                                    |               |
| 1999 | Clubland                                            | Rastus                                 |               |
| 2000 | Al diablo con el diablo                             | Varios Personajes                      |               |
| 2000 | A Good Baby                                         | AmeriShine (voz)                       |               |
| 2001 | Human Nature                                        | Padre de Puff                          |               |
| 2001 | Beyond the City Limits                              | Dykes                                  |               |
| 2002 | The Country Bears                                   | Tennessee O'Neal (voz)                 |               |
| 2006 | Rescate al amanecer                                 | Spook                                  |               |
| 2007 | Reno 911!: Miami                                    | Glen                                   |               |
| 2007 | Balls of Fury                                       | Jardinero                              |               |
| 2007 | Have Dreams, Will Travel                            | Deputy Raymond Ward                    |               |
| 2009 | World's Greatest Dad                                | Bert Green                             |               |
| 2009 | Cryptic                                             | Lee                                    |               |
| 2010 | Furry Vengeance                                     | Wilson                                 |               |
| 2010 | Alpha and Omega                                     | Empleado de Truck Stop                 |               |
| 2011 | Cowboys & Aliens                                    | Roy Murphy                             |               |
| 2011 | God Bless America                                   | Man With Cellphone                     |               |
| 2013 | Bad Milo!                                           | Dr. Yeager                             |               |
| 2013 | 42                                                  | Clyde Sukeforth                        |               |
| 2013 | HairBrained                                         | Whittman Moderator                     |               |
| 2013 | R.I.P.D.                                            | Deado (voz)                            |               |
| 2013 | Enough Said                                         | Peter                                  |               |
| 2014 | The Occupants                                       | Padre                                  |               |
| 2015 | The Invitation                                      | Dr. Joseph                             |               |
| 2015 | Little Boy                                          | Colonel Bob                            |               |
| 2015 | Equals                                              | George                                 |               |
| 2015 | Martyrs                                             | Fenton                                 |               |
| 2016 | El valle de la venganza                             | Harris                                 |               |
| 2016 | Havenhurst                                          | Wayne                                  |               |
| 2016 | Cazafantasmas                                       | Oficial Stevenson                      |               |
| 2016 | All the Way                                         | Paul B. Johnson Jr                     |               |
| 2016 | Buster's Mal Heart                                  | Deputy Winston                         |               |
| 2016 | Heaven's Floor                                      | Ed                                     |               |
| 2017 | El día de la novia                                  | Betcher                                |               |
| 2017 | Take Me                                             | Oficial Judkins                        |               |
| 2018 | The Front Runner                                    | Billy Broadhurst                       |               |
| 2018 | Destroyer                                           | Gil Lawson                             |               |
| 2018 | Halloween                                           | Ray Nelson                             |               |
| 2018 | City of Lies                                        | Detective Fred Miller                  |               |
| 2019 | Sword of Trust                                      | Hog Jaws                               |               |
| 2020 | Horse Girl                                          | Joe                                    |               |
| 2020 | The Rental                                          | Taylor                                 |               |
| 2021 | Copshop                                             | Anthony Lamb                           |               |
| 2021 | Birds of Paradise                                   | Scott Sanders (voz)                    |               |
| 2022 | Blonde                                              | Whitey                                 |               |
| 2022 | Weird: The Al Yankovic Story                        | Nick                                   |               |

### Televisión
| Año       | Título                                 | Papel                                                                                     | Notas                                                                                         |
| --------- | -------------------------------------- | ----------------------------------------------------------------------------------------- | --------------------------------------------------------------------------------------------- |
| 1993-1996 | Las aventuras de Pete y Pete           | Artie, el Hombre más Fuerte del Mundo                                                     | 11 episodios                                                                                  |
| 1995-1999 | NewsRadio                              | Jack Frost, Junior, Guard #2                                                              | 3 episodios                                                                                   |
| 1997      | Seinfeld                               | Jack, The Wiz                                                                             | Episodio: "The Junk Mail"                                                                     |
| 1997-2010 | King of the Hill                       | Kahn Souphanousinphone, Sr., Cotton Hill, Voces adicionales                               | 150 episodios                                                                                 |
| 1998      | The Army Show                          | Cpl. Rusty Link                                                                           | 13 episodios                                                                                  |
| 1999      | Hércules                               | Voces adicionales                                                                         | Episodio: "Hercules and the Aetolian Amphora"                                                 |
| 1999-2000 | The Martin Short Show                  | Él mismo                                                                                  | Escritor, 63 episodios                                                                        |
| 2000–2002 | Nikki                                  | Jupiter                                                                                   | Papel recurrente, 41 episodios                                                                |
| 2001      | The Angry Beavers                      | Rikki / Pirate Rats (voz)                                                                 | Episodio: "Beavemaster/Deck Poops"                                                            |
| 2002      | Películas caseras                      | Entrenador / Cabeza flotante (voz)                                                        | Episodio: "Shore Love"                                                                        |
| 2002-2003 | One on One                             | Hank                                                                                      | 5 episodios                                                                                   |
| 2003      | Windy City Heat                        | Ansel Adams                                                                               | Película de televisión                                                                        |
| 2003–2005 | Carnivàle                              | Felix "Stumpy" Dreifuss                                                                   | 24 episodios                                                                                  |
| 2003-2020 | Reno 911!                              | Big Mike, General Lee                                                                     | 17 episodios                                                                                  |
| 2004      | Pilot Season                           | Stewart                                                                                   | Miniserie                                                                                     |
| 2004-2006 | Harvey Birdman, Attorney at Law        | Ernie Devlin, Shado the Brain Thief (voz)                                                 | 4 episodios                                                                                   |
| 2005      | The Office                             | Todd Packer (voz)                                                                         | Episodio: "Pilot"                                                                             |
| 2006      | Help Me Help You                       | Lenny                                                                                     | 2 episodios                                                                                   |
| 2007      | Curb Your Enthusiasm                   | Charlie                                                                                   | Episodio: "The Freak Book"                                                                    |
| 2008      | 30 Rock                                | Deutsche Stimme (voz)                                                                     | Episodio: "218"                                                                               |
| 2008      | The Riches                             | P.I. Chet Landry                                                                          | 2 episodios                                                                                   |
| 2008-2018 | Los hermanos Venture                   | Scaramantula, General Treister, Copy-Cat (voz)                                            | 7 episodios                                                                                   |
| 2009      | Bollywood Hero                         | Jeff Hacker                                                                               | 1 episodio                                                                                    |
| 2009      | In the Motherhood                      | Goose                                                                                     | Episodio: "Bully"                                                                             |
| 2009      | La familia Goode                       | Clyde                                                                                     | 2 episodios                                                                                   |
| 2009      | Hung                                   | Cliff                                                                                     | Episodio: "Thith Ith a Prothetic or You Cum Just Right"                                       |
| 2003      | Mentes criminales                      | Frank Lynch                                                                               | Episodio: "Mosley Lane"                                                                       |
| 2003      | Childrens Hospital                     | Old Timey Psychiatrist                                                                    | 1 episodio                                                                                    |
| 2011      | Bob's Burgers                          | Ladrón (voz)                                                                              | Episodio: "Hamburger Dinner Theater"                                                          |
| 2011      | The League                             | Flanagan the Drug Dealer                                                                  | Episodio: "The Out of Towner"                                                                 |
| 2011      | Shameless                              | Jefe de Steve                                                                             | Episodio: "Father Frank, Full of Grace"                                                       |
| 2011      | Mr. Sunshine                           | Travis                                                                                    | Episodio: "Ben and Vivian"                                                                    |
| 2011      | Adventure Time                         | Booboo, Commander in Movie (voz)                                                          | Episodio: "Heat Signature"                                                                    |
| 2011      | Beavis and Butt-Head                   | Todd Ianuzzi, Henry (voz)                                                                 | 2 episodios                                                                                   |
| 2011      | Rip City                               | Ronnie                                                                                    | Película de televisión                                                                        |
| 2011-2013 | The Cleveland Show                     | Tutor, Dodgers Coach (voz)                                                                | 2 episodios                                                                                   |
| 2011–2012 | Kung Fu Panda: la leyenda de Po        | Mr. Yeung, Snow Leopard (voz)                                                             | 2 episodios                                                                                   |
| 2012      | CSI: Crime Scene Investigation         | Jeff Levitt, Frank Sinatra                                                                | Episodio: "It Was a Very Good Year"                                                           |
| 2012      | The New Normal                         | Farmer Mark                                                                               | Episodio: "Pardon Me"                                                                         |
| 2013      | Anger Management (serie de televisión) | Tom                                                                                       | Episodio: "Charlie and the Ex-Patient"                                                        |
| 2013      | Newsreaders                            | Peter Ruby                                                                                | Episodio: "Fit Town, Fat Town"                                                                |
| 2013      | NTSF:SD:SUV                            | E-Cigarette Smoking Man                                                                   | Episodio: "Extra Terrorist-rial"                                                              |
| 2013      | Brickleberry                           | Aubrey (voz)                                                                              | Episodio: "Tailer Park"                                                                       |
| 2013      | Key & Peele                            | Comprador en Shoeshine                                                                    | 1 episodio                                                                                    |
| 2013      | The Arrangement                        | Dizzy Pagliouci                                                                           | Película de televisión                                                                        |
| 2013-2015 | Sanjay y Craig                         | Granjero Larry, Anunciador, Steve the Pizza Mascot, Policía, Comprador, Voces adicionales | 7 episodios                                                                                   |
| 2014      | The Spoils of Babylon                  | Seymore Lunts                                                                             | 2 episodios                                                                                   |
| 2014      | Garfunkel and Oates                    | Tom                                                                                       | Episodio: "Road Warriors"                                                                     |
| 2014-2017 | Halt and Catch Fire                    | John Bosworth                                                                             | 38 episodios                                                                                  |
| 2015      | Mom                                    | Bill the tow truck driver                                                                 | Episodio: "Cheeseburger Salad and Jazz"                                                       |
| 2017      | Colony                                 | Bob Burke                                                                                 | Papel recurrente                                                                              |
| 2017      | Feud                                   | Frank Sinatra                                                                             | 2 episodios                                                                                   |
| 2017      | Brockmire                              | Johnny the Hat                                                                            | 5 episodios                                                                                   |
| 2017      | Veep                                   | Quartie Sturges                                                                           | 2 episodios                                                                                   |
| 2017      | Brooklyn Nine-Nine                     | Warden Granville                                                                          | 2 episodios                                                                                   |
| 2018      | Sacred Lies                            | Kevin Groth ("El Profeta")                                                                | Papel recurrente                                                                              |
| 2018      | Harvey Birdman: Attorney General       | Ernie Devlin                                                                              | 1 episodio                                                                                    |
| 2019      | The Epic Tales of Captain Underpants   | Ceaser, Curelius Sneezer (voces)                                                          | Episodio: "Captain Underpants and the Crazy Caustic Spray of the Contagious Cruelius Sneezer" |
| 2019      | GLOW                                   | J. J. "Tex" McCready                                                                      | 3 episodios                                                                                   |
| 2019-2021 | Dickinson                              | Edward Dickinson                                                                          | Papel principal                                                                               |
| 2023      | White House Plumbers                   | James W. McCord Jr                                                                        |                                                                                               |

### Videojuegos
| Año  | Título                                    | Papel                               |
| ---- | ----------------------------------------- | ----------------------------------- |
| 1995 | Beavis and Butt-Head in Virtual Stupidity | Voces adicionales                   |
| 2000 | King of the Hill                          | Kahn Souphanousinphone, Cotton Hill |